# Suran (cantante)
Shin Su-ran (hangul: 신수란; Seúl, 15 de julio de 1986), mejor conocida por su nombre artístico Suran, es una cantante surcoreana.

## Carrera
Debutó como parte del dúo Lodia, el 9 de julio de 2014, con el sencillo «I Got a Feeling».
En el año 2017, también  participó en King of Mask Singer (episodios 93-94) como la concursante "Skip to the End, Hello".

## Discografía

### Extended play
| Título  | Detalles del álbum                                                                                                | Posición en listas | Ventas      |
| Título  | Detalles del álbum                                                                                                | COR                | Ventas      |
| ------- | --- | ------------------ | ----------- |
| Walkin' | - Lanzamiento: 2 de junio de 2017 - Etiqueta: Million Market, LOEN Entertainment - Formatos: CD, descarga digital | 30                 | - KOR: 963+ |

### Sencillos
| Título                                                                  | Año                    | Posición en las listas | Posición en las listas | Ventas (DL)            | Álbum                              |
| Título                                                                  | Año                    | COR                    | COR Hot 100            | Ventas (DL)            | Álbum                              |
| Como artista principal                                                  | Como artista principal | Como artista principal | Como artista principal | Como artista principal | Como artista principal             |
| ----------------------------------------------------------------------- | ---------------------- | ---------------------- | ---------------------- | ---------------------- | ---------------------------------- |
| "I Feel"                                                                | 2014                   | —                      | —                      |                        |                                    |
| "Calling In Love" feat. Beenzino                                        | 2015                   | —                      | —                      |                        |                                    |
| "Ddang" (땡땡땡) feat. Hwasa                                            | 2016                   | —                      | —                      |                        |                                    |
| "Paradise Go" (떠날랏꼬)                                                | 2016                   | —                      | —                      |                        |                                    |
| "Winter Bird" (겨울새)                                                  | 2016                   | —                      | —                      |                        |                                    |
| "Wine" (오늘 취하면) prod. Suga feat. Changmo                           | 2017                   | 2                      | 11                     | - KOR: 1,502,265+      | Walkin'                            |
| "1+1=0" feat. Dean                                                      | 2017                   | 32                     | 66                     | - KOR: 150,343+        | Walkin'                            |
| "Love Story" (러브스토리) feat. Crush                                   | 2017                   | 17                     | 37                     | - KOR: 242,923+        |                                    |
| Colaboraciones                                                          |                        |                        |                        |                        |                                    |
| "2013~Forever" (2013~영원히) con KittiB                                 | 2016                   | —                      | —                      |                        | Melody To Masterpiece              |
| "The Way Home" (집으로) junto a Im Se-jun, Park Bo-ram & Yu Sung-eu     | 2016                   | —                      | —                      |                        | Melody To Masterpiece              |
| "I Love You, Be Happy" (사랑해 행복해) con KCM & Yu Sung-eun            | 2016                   | —                      | —                      |                        | Melody To Masterpiece              |
| "I'm Sorry" (미안합니다) con Jhameel Kim                                | 2016                   | —                      | —                      |                        | Melody To Masterpiece              |
| Como artista invitada                                                   |                        |                        |                        |                        |                                    |
| "Mannequin"(마네퀸) Primary feat. Beenzino & Suran                      | 2015                   | 11                     | —                      | - KOR: 216,611+        |                                    |
| "Pride and Prejudice" (오만과 편견) Zico feat. Suran                    | 2015                   | 14                     | —                      | - KOR: 187,121+        |                                    |
| "And" (끝) Xitsuh feat. Suran                                           | 2016                   | 61                     | —                      | - KOR: 73,970+         | Show Me the Money 5                |
| "Beside Me" Code Kunst feat. BewhY, YDG & Suran                         | 2016                   | 92                     | —                      | - KOR: 21,264+         |                                    |
| "3AM" (밤에 들어줘) Kiggen feat. Suran & Hanhae                         | 2016                   | —                      | —                      | - KOR: 14,338+         |                                    |
| "No Thnx" Yuk Ji-dam feat. Suran & Dean                                 | 2016                   | 83                     | —                      | - KOR: 22,899+         | Unpretty Rapstar 3                 |
| "Voice" Tak feat. Suran                                                 | 2016                   | —                      | —                      |                        |                                    |
| "Love Is a Dog From Hell" (사랑은 지옥에서 온 개) Mad Clown feat. Suran | 2016                   | 17                     | —                      | - KOR: 137,618+        |                                    |
| "ZINZA" (진자) Woo Won-jae feat. YDG, Suran                             | 2017                   | 33                     | —                      | - KOR: 118,119+        | Show Me The Money 6                |
| Banda sonora                                                            |                        |                        |                        |                        |                                    |
| "To Your Dream" (너의 꿈에)                                             | 2016                   | —                      | —                      |                        | Entertainer OST                    |
| "Step Step"                                                             | 2016                   | 90                     | —                      | - KOR: 88,559+         | Don't Dare to Dream OST            |
| "Heartbeat"                                                             | 2017                   | —                      | —                      |                        | Strong Girl Bong-soon OST          |
| "Winter Tree" (바람이 차갑네요)                                         | 2017                   | —                      | —                      |                        | Innocent Defendant OST             |
| "Still Breathe"                                                         | 2017                   | —                      | —                      |                        | Cross Country OST                  |
| "Cross Country" junto a Ha:tfelt & Kim Bo-hyung                         | 2017                   | —                      | —                      |                        | Cross Country OST                  |
| "Water Orchid" (수란 (水蘭))                                            | 2017                   | —                      | —                      |                        | The Emperor: Owner of the Mask OST |
| "I'll Be Fine" (뒷모습)                                                 | 2018                   | —                      | —                      |                        | A Korean Odyssey OST               |
| «Fantasy»                                                               | 2022                   | —                      | —                      |                        | Besos y presagios BSO parte 4      |
| «The Whisper of Forest»                                                 | 2022                   | —                      | —                      |                        | La gloria BSO parte 1              |